# Райрок
Райрок (марш. Rairōk) — город на Маршалловых островах. Он расположен на юго-восточной стороне атолла Маджуро, между Делапом на востоке и Аджелтэйком на западе.

## Демография
Население около 2000 человек, половина из которых в возрасте до 15 лет. По данным переписи населения 1988 года, население насчитывало 2021 человек на площади 0,622 км² (62,2 га). Почти половина населения (924 из 2021) была моложе 15 лет. В 1999 году численность населения составляла 3846 человек, а в 2009 году численность населения оценивалась в 6390 человек.
Есть начальная школа, небольшой магазин галантереи и автобусная остановка. Она выходит на внутренний залив атолла Маджуро.
Международный аэропорт Маршалловых Островов, расположенный непосредственно к западу от острова Райрок, считается частью города. Он был построен на островках Аненелибв и Локойбар.